# Athlītikos Syllogos Othellos Athīainou
L'Athlītikos Syllogos Othellos Athīainou (in greco Αθλητικός Σύλλογος Οθέλλος Αθηαίνου Società Atletica Othellos Athienou), o più semplicemente Othellos Athīainou, è una squadra di calcio cipriota del comune di Athīenou nel distretto di Larnaca.

## Palmarès

### Competizioni nazionali
- B' Katīgoria: 1

2022-2023
- G' Katīgoria: 2

1990-1991, 1993-1994
- D' Katīgoria: 1

2003-2004

### Altri piazzamenti
- B' Katīgoria:

Terzo posto: 2017-2018

## Organico

### Rosa 2023-2024
Aggiornato al 6 febbraio 2024
| N. |                        | Ruolo | Calciatore             |
| -- | ---------------------- | ----- | ---------------------- |
| 1  | Cipro (bandiera)       | P     | Dimitris Tziakouris    |
| 2  | Grecia (bandiera)      | D     | Konstantinos Stamoulis |
| 3  | Paesi Bassi (bandiera) | D     | Quint Jansen           |
| 4  | Brasile (bandiera)     | C     | Dudu Nardini           |
| 5  | Cipro (bandiera)       | D     | Kyriacos Kyriacou      |
| 6  | Brasile (bandiera)     | C     | Lucas Ramos            |
| 8  | Cipro (bandiera)       | C     | Georgios Christodoulou |
| 9  | Croazia (bandiera)     | A     | Marijan Šuto           |
| 10 | Brasile (bandiera)     | C     | Lukas Brambilla        |
| 11 | Belgio (bandiera)      | C     | Stallone Limbombe      |
| 12 | Francia (bandiera)     | A     | Ibrahim Sangaré        |
| 13 | Cipro (bandiera)       | P     | Andreas Mallouri       |
| 14 | Cipro (bandiera)       | C     | Georgios Katsiati      |
| 15 | Cipro (bandiera)       | D     | Konstantinos Kastanas  |
| 16 | Spagna (bandiera)      | C     | Zelu                   |
| 17 | Cipro (bandiera)       | P     | Panagiotis Panagiotou  |

| N. |                           | Ruolo | Calciatore               |
| -- | ------------------------- | ----- | ------------------------ |
| 18 | Cipro (bandiera)          | C     | Christos Hadjipaschalis  |
| 22 | Spagna (bandiera)         | D     | Antxón Jaso              |
| 25 | Senegal (bandiera)        | D     | Mamadou N'Diaye          |
| 28 | Ghana (bandiera)          | D     | Benson Anang             |
| 43 | Polonia (bandiera)        | C     | Mateusz Taudul           |
| 44 | Cipro (bandiera)          | A     | Antonios Marios Mitsis   |
| 70 | Slovacchia (bandiera)     | C     | Róbert Pich              |
| 77 | Tunisia (bandiera)        | C     | Habib Oueslati           |
| 78 | Cipro (bandiera)          | D     | Konstantinos Venizelou   |
| 90 | Cipro (bandiera)          | A     | Lampros Ioannou          |
| 91 | Martinica (bandiera)      | C     | Jérémy Corinus           |
|    | Romania (bandiera)        | C     | Călin Popescu            |
|    | Cipro (bandiera)          | C     | Vasilios Chatzigiannakou |
|    | Rep. del Congo (bandiera) | D     | Baron Kibamba            |
|    | Cipro (bandiera)          | D     | Theodoros Chrysostomou   |